# Đội tuyển Davis Cup Burkina Faso
Đội tuyển Davis Cup Burkina Faso đại diện Burkina Faso ở giải đấu quần vợt Davis Cup và được quản lý bởi Liên đoàn quần vợt Burkina Faso.  Đội chưa thi đấu kể từ năm 2003.

## Lịch sử
Burkina Faso lần đầu tiên tham gia Davis Cup vào năm 2001.  Thành tích tốt nhất của họ là thứ 2 ở Nhóm IV năm 2003.